# أنتي تشوريتش
أنتي تشوريتش (بالكرواتية: Ante Ćorić)‏ (مواليد 14 أبريل 1997) هو لاعب كرة قدم. يلعب مع منتخب كرواتيا لكرة القدم. سبق له أن لعب في بطولة أمم أوروبا لكرة القدم 2016 مع منتخب بلاده.

## روابط خارجية
- أنتي تشوريتش على موقع الاتحاد الأوربي (الإنجليزية)
- أنتي تشوريتش على موقع اتحاد كرواتيا (الكرواتية)
- أنتي تشوريتش على موقع قاعدة بيانات كرة القدم.إي يو (الإنجليزية)
- أنتي تشوريتش على موقع ناشيونال فوتبول تيمز (الإنجليزية)
- أنتي تشوريتش على موقع Soccerway.com (الإنجليزية)
- أنتي تشوريتش على موقع عالم كرة القدم.نت (الإنجليزية)
- أنتي تشوريتش على موقع AS.com (الإسبانية)